# Damn Yankees (Film)
Damn Yankees ist eine US-amerikanische Musicalverfilmung von Stanley Donen und George Abbott aus dem Jahr 1958. Als Vorlage diente das gleichnamige Broadway-Musical von 1955.

## Handlung
Joe Boyd – ein Immobilienverkäufer mittleren Alters – ist leidenschaftlicher Anhänger des Baseballclub „Washington Senators“, sehr zum Leidwesen seiner Frau Meg, der er während der Saison nur wenig Aufmerksamkeit schenkt. Sein größter Wunsch ist, dass Washington einmal die Meisterschaft gewinnen kann, das Team ist allerdings leider seit Jahren nur Mittelmaß. Kurz nachdem er im Fernsehen die Niederlage seiner Mannschaft gegen die „New York Yankees“ ansehen musste, bekommt er unerwarteten Besuch vom Teufel in der Gestalt des Geschäftsmannes Mr. Applegate. Der bietet ihm einen Pakt an: Er werde ihn in einen 22-jährigen genial begabten Baseballspieler namens Joe Hardy verwandeln, der seine geliebte Mannschaft zur Meisterschaft führe. Im Gegenzug müsse Joe ihm seine Seele verschreiben. Joe akzeptiert, bedingt sich aber aus, dass der Kontrakt dann nicht gälte, wenn er sich vor dem entscheidenden Spiel im September dazu entschlösse, an diesem nicht zu spielen.
Mr. Applegate selbst führt seinen Schützling bei den „Senators“ ein: Weil er ein großer Fan von ihnen sei, wolle er sie mit Joe Hardy von ihren Nöten befreien. Joe Hardy liefert dem Coach Benny Van Buren eine kurze Darbietung ab, woraufhin er gleich in die Mannschaft aufgenommen wird. Jedoch zeigt sich insbesondere die kluge Zeitungsreporterin Gloria Thorpe skeptisch, warum so ein großes Talent zuvor unentdeckt geblieben war. Und über Joes Herkunft wird ebenfalls spekuliert, zwar gibt Applegate an, Joe stamme aus Hannibal, Missouri, doch mehr ist nicht in Erfahrung zu bringen. Joe etabliert sich herausragend in der Mannschaft und führt sie von Sieg zu Sieg.
Trotz der Erfolge sehnt sich Joe nach seiner Ehefrau Meg, die sich inzwischen um ihren verschwundenen Mann – der nur eine kleine Abschiedsnote hinterlassen hatte – große Sorgen macht. Joe Hardy zieht bei Meg als Untermieter ein, ohne dass sie von seiner wahren Identität erfährt. Applegate zeigt sich dennoch alarmiert und holt seine Assistentin Lola zur Hilfe, die den jungen Mann mit all ihren Reizen umgarnen und ihn so dem Teufel gefügig machen soll. Lolas Verführungskünste scheitern allerdings bei Joe. Unterdessen hat die Reporterin Gloria Thorpe weiter nachgeforscht und herausgefunden, dass kein Einwohner von Hannibal Joe kennt. Als sie Joes Manager Applegate danach befragt, speist dieser sie mit der Information, dass Joe ein Spieler namens Shifty McCoy aus der mexikanischen Liga sei, der wegen unlauterer Machenschaften lebenslang gesperrt worden und deshalb unter falschem Namen in die amerikanische Liga eingeschmuggelt worden sei.
Joe wird vor ein Schiedsgericht geladen – ausgerechnet an dem Tag, an dem er sich zurückverwandeln will, sonst gehört seine Seele dem Teufel. Meg und ihre Freundinnen geben sich bei der Anhörung als alte Bekannte von Joe aus, die zusammen mit ihm in Hannibal aufgewachsen seien. Joe wird freigesprochen, doch inzwischen hat die Uhr Mitternacht geschlagen und seine Seele gehört dem Teufel. Doch Lola hat sich inzwischen in Joe verliebt und schmiedet einen Plan, wie sie Joes Seele doch noch retten kann. Lola mischt ihrem Boss einige Pillen in sein Getränk, woraufhin er verschläft und erst am Nachmittag während des laufenden Spiels aufwacht. Erst kurz vor Ende des Spiels gelangt Applegate ins Stadion, im Beisein von Lola, die als Strafe für ihren Verrat und die Liebe zu Joe zeitweise in eine hässliche, bucklige Frau zurückverwandelt – ihre wahre Gestalt zu Lebzeiten.
Applegate will erreichen, dass Washingtons Mannschaft doch noch überraschend die Meisterschaft an die Yankees verliert – was bei den zahlreichen Gegnern der seit langem dominierenden Yankees für Herzinfarkte und Suizide sorgen soll. Um sein Ziel doch noch zu erreichen, verwandelt er Joe auf dem Feld in sein wahres Ich – den unsportlichen Mann mittleren Alters – zurück. Trotzdem schafft es dieser alte Joe, auch den letzten entscheidenden Ball zur ersten Meisterschaft der Senators zu fangen. In dem Siegestrubel kann er unerkannt entkommen, obwohl später noch in den Medien über das seltsame Verschwinden Hardys spekuliert wird. Joe Boyd kehrt zu Meg zurück, die ihm sein langes Wegbleiben verzeiht, und er schlägt ein erneutes Angebot von Applegate aus, wieder als Joe Hardy zurückzukehren und nun in der World Series zu spielen, woraufhin Applegate sich wütend in Luft auflöst.

## Produktionshintergrund

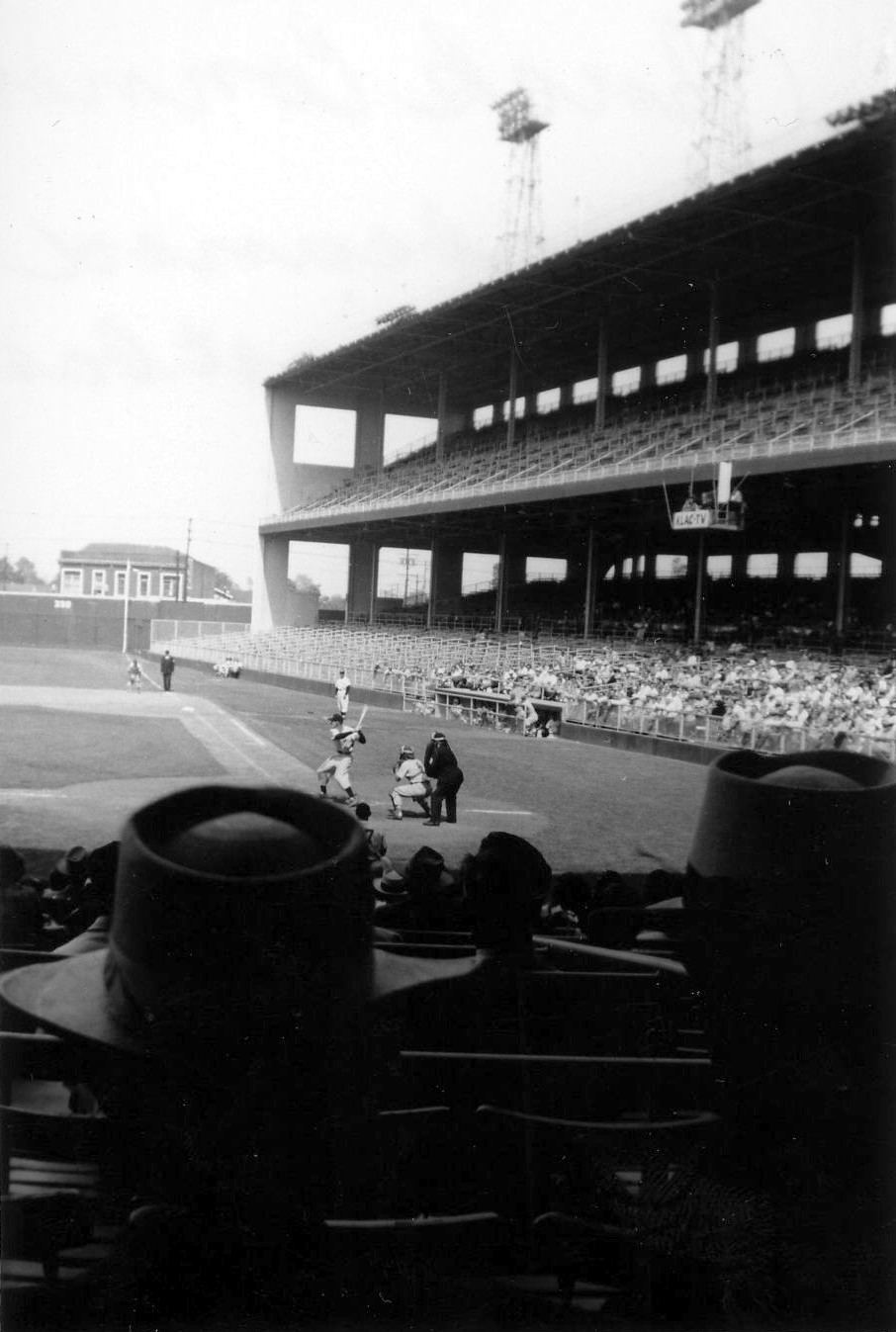
Wrigley Field im Jahr 1952

Damn Yankees ist eine moderne Version des Fauststoffes und spielt in den 1950er-Jahren, als die New York Yankees zum Leidwesen der anderen Mannschaften den Baseball klar dominierten. 1954 erschien der Roman The Year the Yankees Lost the Pennant des US-amerikanischen Autors Douglas Wallop (1920–1985). Gemeinsam mit George Abbott verfasste Wallop auch das Libretto zum Musical Damn Yankees, welches 1955 mit der Musik von Richard Adler und Jerry Ross seine Premiere am Broadway hatte. Damn Yankees erreichte über 1000 Vorstellungen am Broadway und gewann den Tony Award als Bestes Musical. Wegen dieser Erfolge war das Interesse von Hollywood an der Verfilmung groß.
Die Regie teilten sich George Abbott und Stanley Donen, letzterer führte in den 1950er-Jahren bei zahlreichen Hollywood-Musicals Regie und hatte daher die nötige filmische Erfahrung. Dem Bühnenautoren und Produzenten Abbott war dagegen wichtig, dass der Geist der Broadway-Produktion auch im Film erhalten blieb. Mit Ausnahme von Tab Hunter als Joe Hardy hatten alle Darsteller ihre Rollen bereits am Broadway gespielt. Hunter wurde anstelle von Stephen Douglass, der ursprünglich den Joe am Broadway gespielt hatte, verpflichtet, da man einen zugkräftigen Kinostar in der Besetzung brauchte. Gwen Verdon repräsentierte erneut die Rolle der Lola, musste aber auf einige anzügliche Hüftbewegungen, die sie in dem Lied A Little Brains am Broadway noch gemacht hatte, in der Filmversion verzichten – in den Zeiten des Hays Codes galten diese Hüftbewegungen als zu provokant. In der Nummer Who's Got the Pain ist sie gemeinsam mit zu diesem Zeitpunkt noch wenig bekannten Bob Fosse beim Mambotanz zu sehen. Fosse war Cheoreograph von Damn Yankees am Broadway und in der Filmversion. 1960 heiratete er Verdon.
Die Stadionszenen wurden im Stadion Wrigley Field, Los Angeles, gedreht, wo über Jahrzehnte Spiele der Minor League Baseball ausgetragen und zahlreiche Filmproduktionen gedreht wurden. Das Stadion mit einem Fassungsvermögen von über 20000 Personen wurde 1969 abgerissen. Mithilfe von Archivaufnahmen wurden in den Film einige echte Spieler der New York Yankees wie Yogi Berra, Mickey Mantle und Bill Skowron hineingeschnitten.

## Songs
- "Overture" — Orchester
- "Six Months out of Every Year" — Joe Boyd, Meg Boyd und Chor
- "Goodbye Old Girl"— Joe Boyd/Joe Hardy
- "Heart"— Trainer Van Buren, Smokey, Rocky, Vernon
- "Shoeless Joe from Hannibal, Mo" — Gloria und Mannschaft
- "There's Something About An Empty Chair" — Meg Boyd
- "Whatever Lola Wants" — Orchester
- "A Little Brains, A Little Talent" — Lola
- "Whatever Lola Wants" — Lola
- "Those Were the Good Old Days" — Mr. Applegate
- "Who's Got the Pain" — Lola und ihr Mambotänzer
- "Two Lost Souls" — Lola, Joe Hardy
- "There's Something About An Empty Chair (Wiederholung) - Joe Boyd, Meg Boyd

## Auszeichnungen
Bei der Oscarverleihung 1959 erhielt Ray Heindorf eine Oscar-Nominierung in der Kategorie Beste Filmmusik (Musical). Bei den Golden Globe Awards 1959 war der Film in der Kategorie Bester Film – Komödie oder Musical nominiert. Donen und Abbott erhielten eine Nominierung für ihre Regie bei der Directors Guild of America, Abbott eine weitere für sein Drehbuch bei der Writers Guild of America. Bei den Laurel Awards wurde der Film als Bestes Musical nominiert, außerdem erhielten Tab Hunter und Gwen Verdon weitere Nominierungen als Beste Hauptdarsteller eines Musicals. Außerdem erhielt Verdon eine Nominierung bei den BAFTA Awards als Beste Nachwuchsdarstellerin für Damn Yankees!

## Kritiken
Damn Yankees war ein finanzieller Erfolg und erhielt überwiegend positive Kritiken. Bei Rotten Tomatoes hat der Film, basierend auf 17 Kritiken, eine positive Bewertung von 76 %. Bosley Crowther gab dem Film in der New York Times vom 27. September 1958 eine positive Rezension, Donen und Abbott wären dem Broadway-Stück treu geblieben und hätten dieses richtigerweise gleichzeitig an einigen Stellen den Eigenarten des Kinos angepasst. Crowther lobte die ganze Besetzung und insbesondere Gwen Verdon, die als Lola eine der „heißesten und herzhaftesten“ Leistungen in einem Filmmusical seit Jahren gegeben hätte. Sie sei eine Art Mischung aus Fanny Brice und Lucille Ball und ein frisches Talent, welches das Kino dringend bräuchte. Crowther bemerkte: „Wenn sie nicht die World Series sehen können, gehen sie Damn Yankees sehen.“ Variety nannte den Film eine „funkelnde Filmversion“ mit vielen guten Songs und Ray Walston als „perfektem Komödien-Satan“.